# Paul Grüninger
Paul Grüninger (St. Gallen, 27 de outubro de 1891 – 22 de fevereiro de 1972) foi um policial suíço, comandante da polícia do cantão de St. Gallen, na Suíça. 
Em agosto e setembro de 1938, após a Anschluss, ele salvou cerca de 3.601 refugiados judeus dos nazistas na Áustria, permitindo-lhes entrar na Suíça (naquela época, devido à política de neutralidade, a Suíça tinha fechado as suas fronteiras aos refugiados). Um ano depois foi condenado por fraude e sentenciado a dois anos de prisão e a pagar uma multa.

## Biografia
Paul nasceu em 1891, em St. Gallen. Entre 1907 e 1911 cursou o magistério e jogou futebol semiprofissional. Em 1913, entrou para o time do SC Brühl, ganhando o titulo nacional em 1915. Com o término do seu serviço militar obrigatório, ele entrou para a polícia do cantão de St. Gallen em 1919.

## Polícia
Paul era o comandante da polícia do cantão de St. Gallen, praticamente na fronteira com Alemanha e Áustria. Com a anexação da Áustria pelos nazistas, a Suíça fechou sua fronteira para os judeus que tentassem entrar no país sem a documentação requerida. Em outubro de 1938, as negociações entre a Suíça, tentando evitar uma invasão, e o Terceiro Reich levou ao infame carimbo do "J" nos passaportes dos cidadãos judeus. Conforme a situação piorava no front e com a deportação em massa de judeus, muitos tentaram entrar ilegalmente na Suíça na assim chamada "fronteira verde" da Suíça, agora fechada para eles.
Com 47 anos na época, Paul decidiu, no verão de 1938, que não mandaria de volta os refugiados que tentassem entrar na Suíça, sabendo que o que os esperava na Alemanha e na Polônia era a morte. Sabendo que enfrentaria sérias consequências, Paul começou a falsificar os documentos dos refugiados, colocando datas anteriores a março de 1938, mês em que a entrada de judeus na Suíça foi proibida. Manipular as datas legalizou a entrada de muitos judeus, que eram enviados para o campo de Diepoldsau, onde organizações que auxiliam judeus no exílio os enviavam para outras cidades, arrumando empregos e residências.
Paul também apresentou relatórios falsos sobre o número de recém-chegados e o status dos refugiados em seu distrito e atrapalhou ou impediu os esforços policiais para localizar refugiados que ele sabia que tinham entrado na Suíça ilegalmente. Com seu próprio dinheiro comprou roupas de inverno para refugiados carentes. As autoridades alemãs informaram às autoridades suíças das atividades ilegais de Paul e ele foi dispensado da força policial em março de 1939.

## Julgamento
O governo suíço iniciou uma investigação, e Paul foi demitido sem aviso prévio em março de 1939. O julgamento no tribunal distrital de St. Gallen foi aberto em janeiro de 1939 e durou mais de dois anos. Em março de 1941, o tribunal o considerou culpado de não cumprimento do dever, má conduta oficial e falsificação de documentos oficiais. Seus benefícios de aposentadoria foram perdidos e ele foi multado, tendo que pagar os custos do julgamento. O tribunal reconheceu suas motivações altruístas, mas concluiu que, como funcionário do Estado, era seu dever seguir as ordens recebidas.

## Morte
Paul caiu no esquecimento e passou dificuldades pelo resto da vida. Ainda que tenha sofrido as consequências, nunca se arrependeu de seus atos. Em dezembro de 1970, por pressão da imprensa, o governo suíço expediu um pedido tímido de desculpas a Paul, mas sem reabrir seu caso, nem restituindo sua aposentadoria.
| “ | Basicamente era uma questão de salvar vidas humanas ameaçadas de morte. | ” |

Paul chegou a ser acusado de nazista, foi caluniado e ofendido, chamado de fraudador e mulherengo, até que morreu em 22 de fevereiro de 1972, aos 80 anos, sem nunca receber o reconhecimento oficial do governo suíço por suas ações na Segunda Guerra.

## Reabilitação
Os descendentes de Paul Grüninger, juntamente com pressões diplomáticas dos Estados Unidos e de grupos judeus, conseguiram limpar o seu nome. O tribunal do distrito de St. Gallen o exonerou das acusações em 1995. Honras oficiais foram prestadas em Israel: ele é um dos mais de 20.000 gentios lembrados como justos entre as nações pelo Yad Vashem. Em honra do seu sacrifício, uma rua, localizada no bairro Pisgat Ze'ev de Jerusalém, recebe o seu nome.
Entre outros casos conhecidos de figuras que se destacaram pela coragem e humanismo incluem-se o cônsul de Portugal em Bordéus, Aristides de Sousa Mendes, e o cônsul japonês em Kaunas (Lituânia), Chiune Sugihara.